# Mittleres Tidehochwasser
Das mittlere Tidehochwasser (kurz MThw) bezeichnet den mittleren Hochwasserstand an einem gegebenen tidenbeeinflussten Pegel. Dabei wird das MThw in der Regel in Relation zum Normalhöhennull (NHN) angegeben. An der deutschen Nordseeküste beispielsweise liegen die Stände bei etwa NHN + 1 Meter. Die Einzelmesswerte können, abhängig von Spring- und Nipptide, stark variieren. Durch Subtraktion des mittleren Tideniedrigwasser (kurz MTnw) vom mittleren Tidehochwasser ergibt sich der mittlere Tidenhub.
Die Höhe des mittleren Tidehochwassers beeinflusst insbesondere die Ökologie küstennaher Bereiche. Je nachdem, ob ein Landstück über oder unter diesem Wasserstand liegt, ist es als Salzwiese, Hochsand oder Wattgebiet anzusehen.